# Tarachodidae
Tarachodidae — родина богомолів, що виділялася низкою дослідників у другій половині XX — на початку XXI століть. До родини відносили богомолів зі збільшеною відносно тіла головою, часто сплощеним тілом, короткими середніми й задніми ногами, сплощеними церками. Крила самців нормального розміру, тоді як у самиць часто вкорочені. Представники родини поширені переважно в тропічній Африці та Південній і Південно-Східній Азії. Родину поділяли на 2 підродини: Tarachodinae (33 роди) та Caliridinae (7 родів).
У 2019 році була запропонована нова система класифікації богомолів, у якій статус родини було понижено до однієї з 4 підродин у складі родини Eremiaphilidae, та залишено тільки дві триби Oxyelaeini та Tarachodini, в складі всього 18 родів.

## Різноманіття

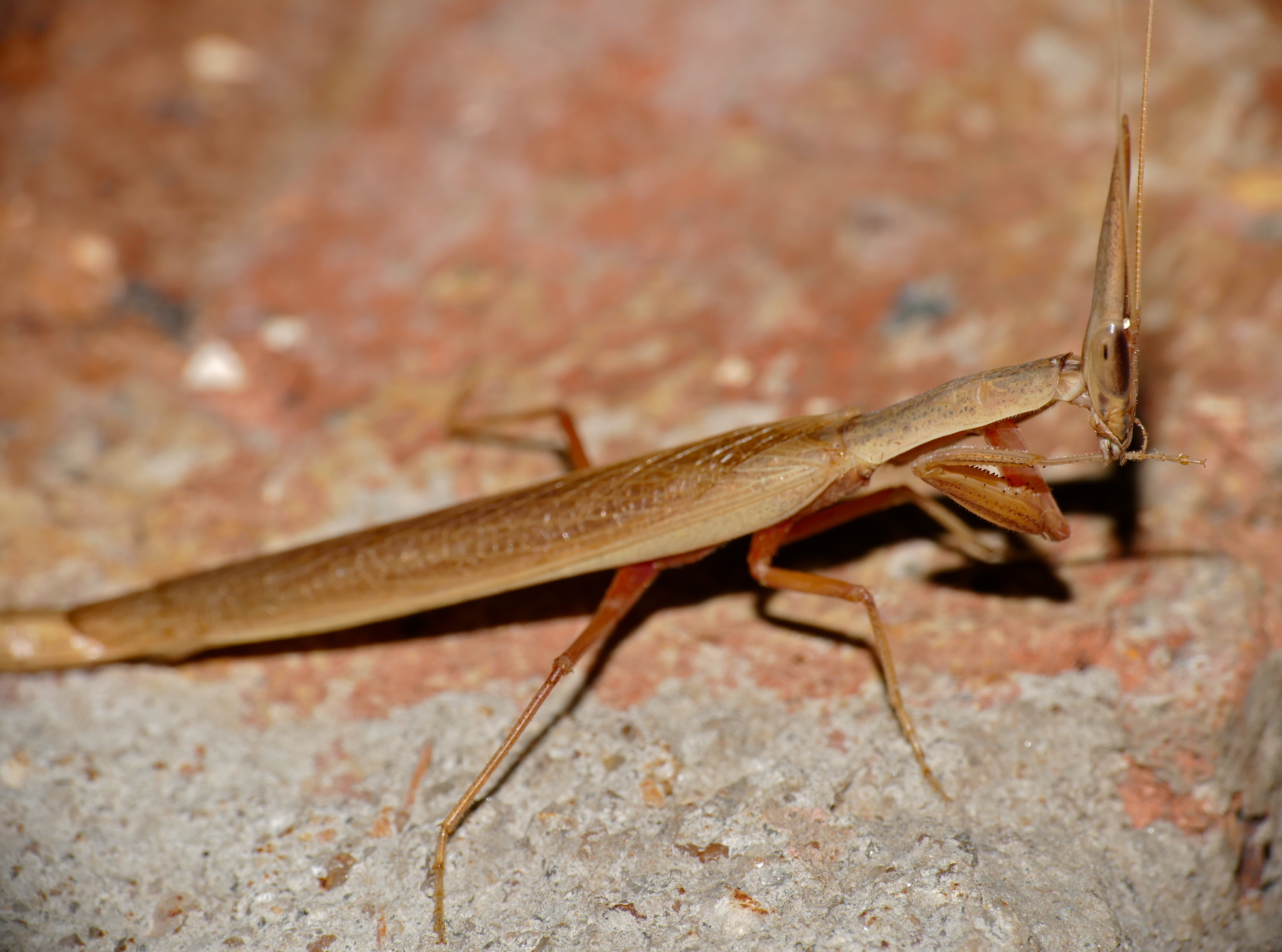
Pyrgomantis rhodesica
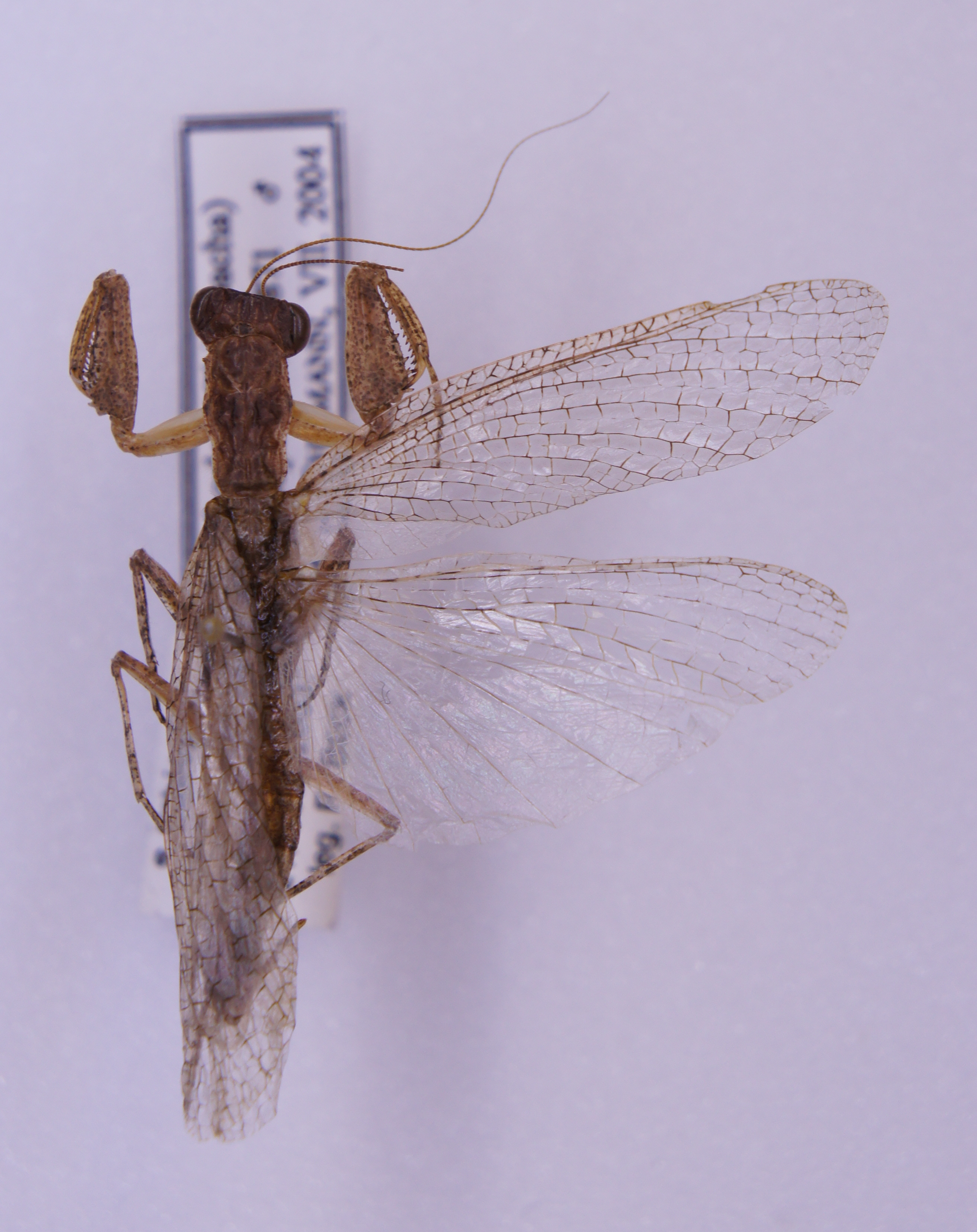
Tarachodes obtusiceps
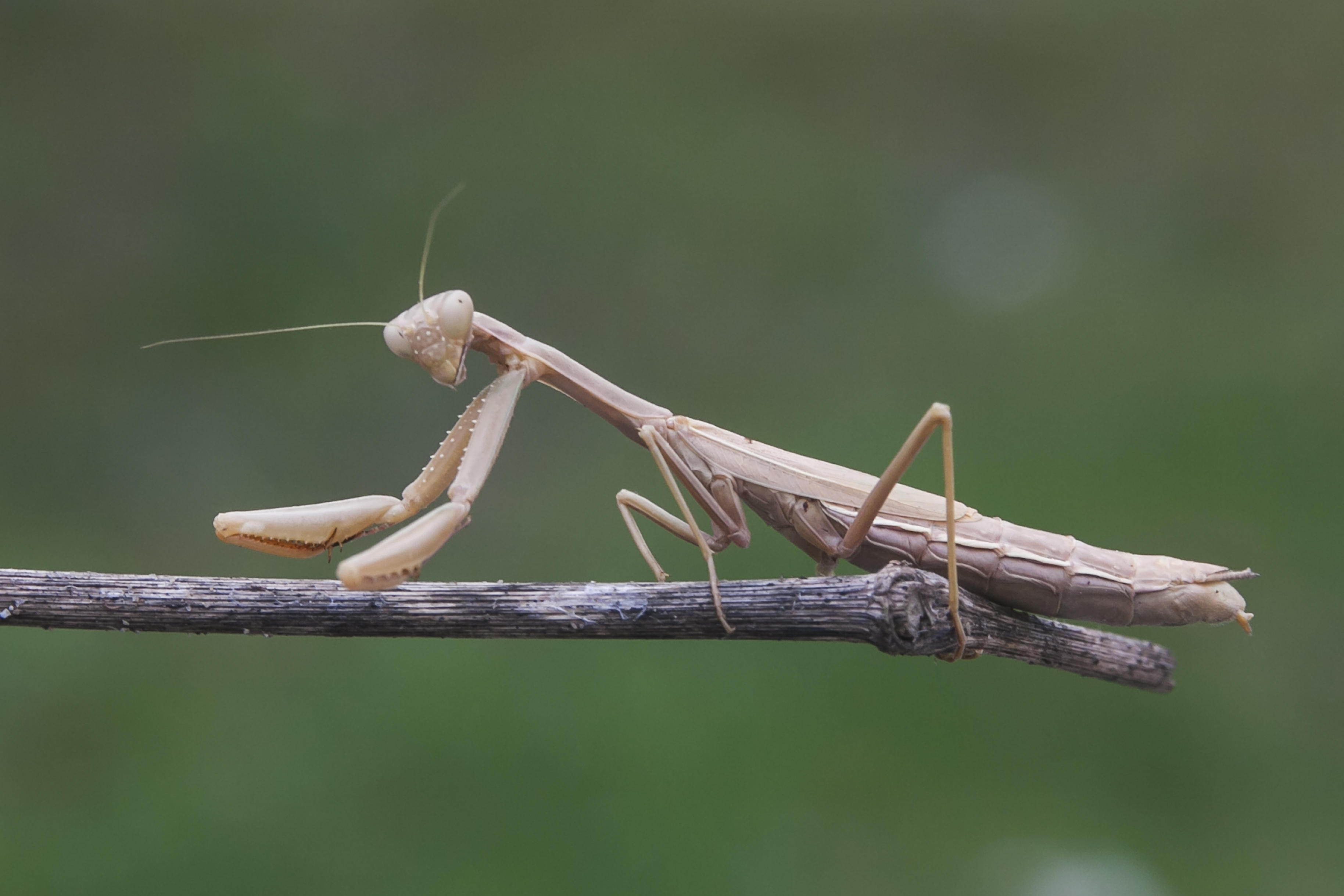
Iris polystictica
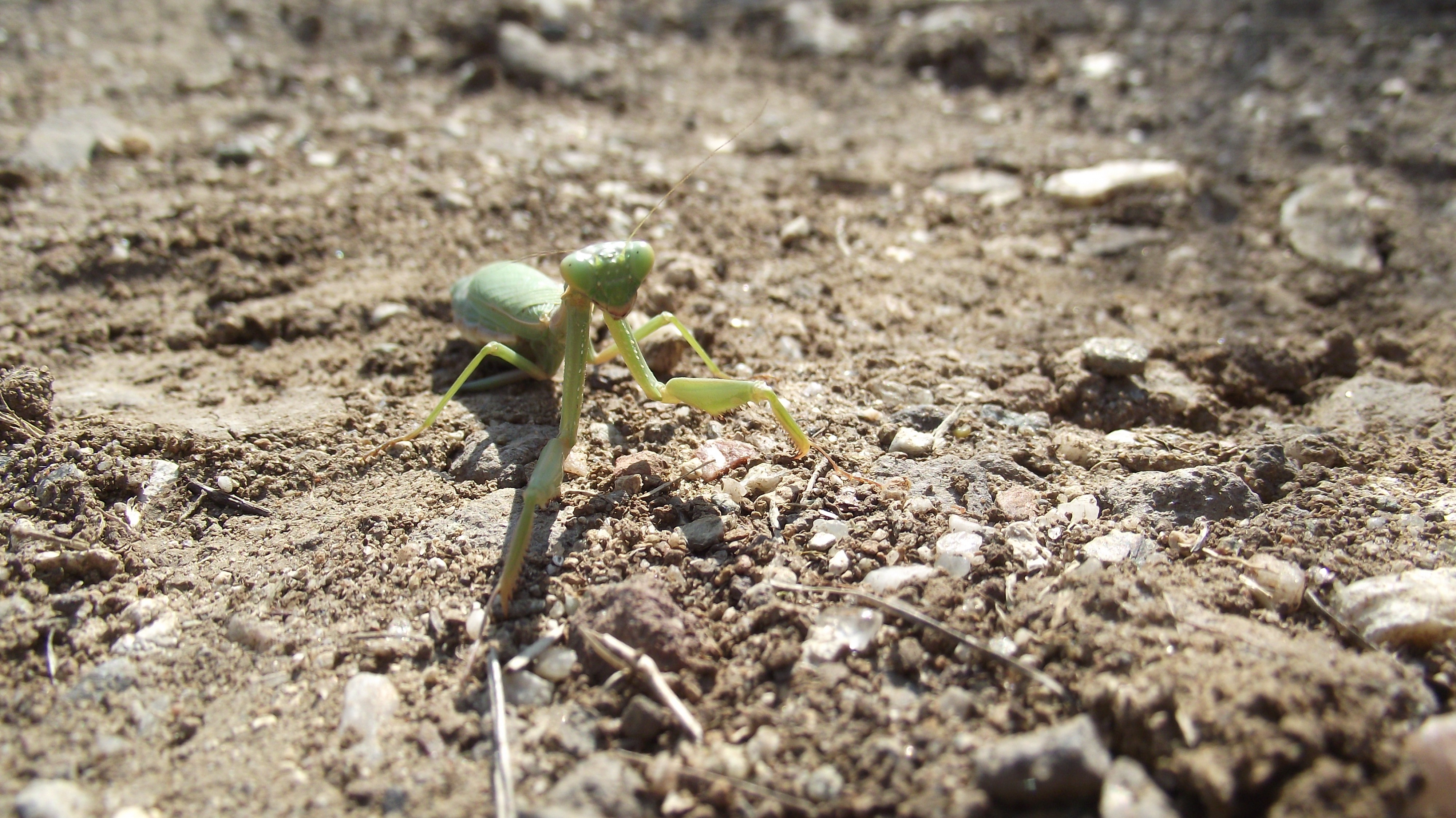
Iris oratoria
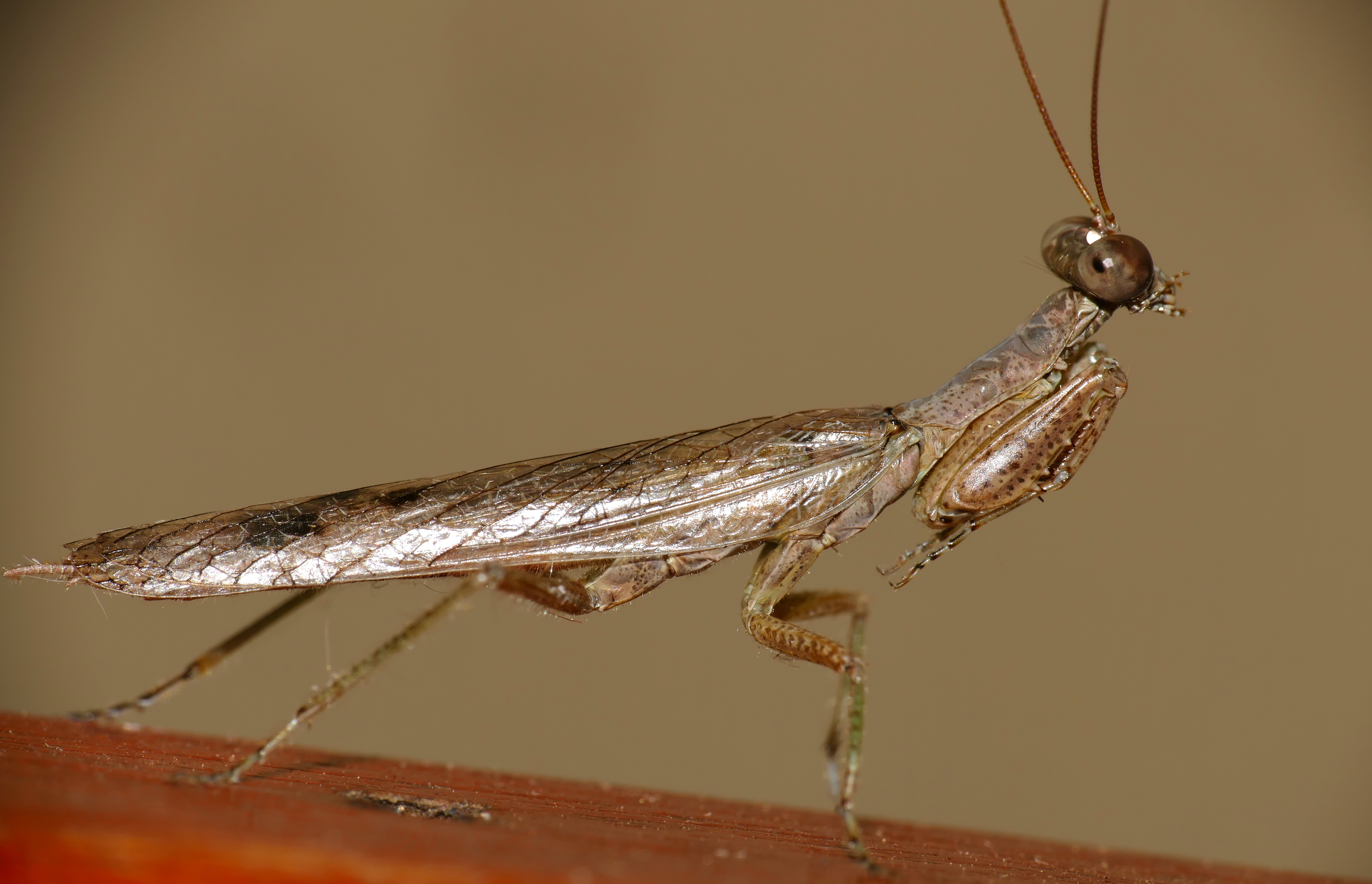
Antistia sp.
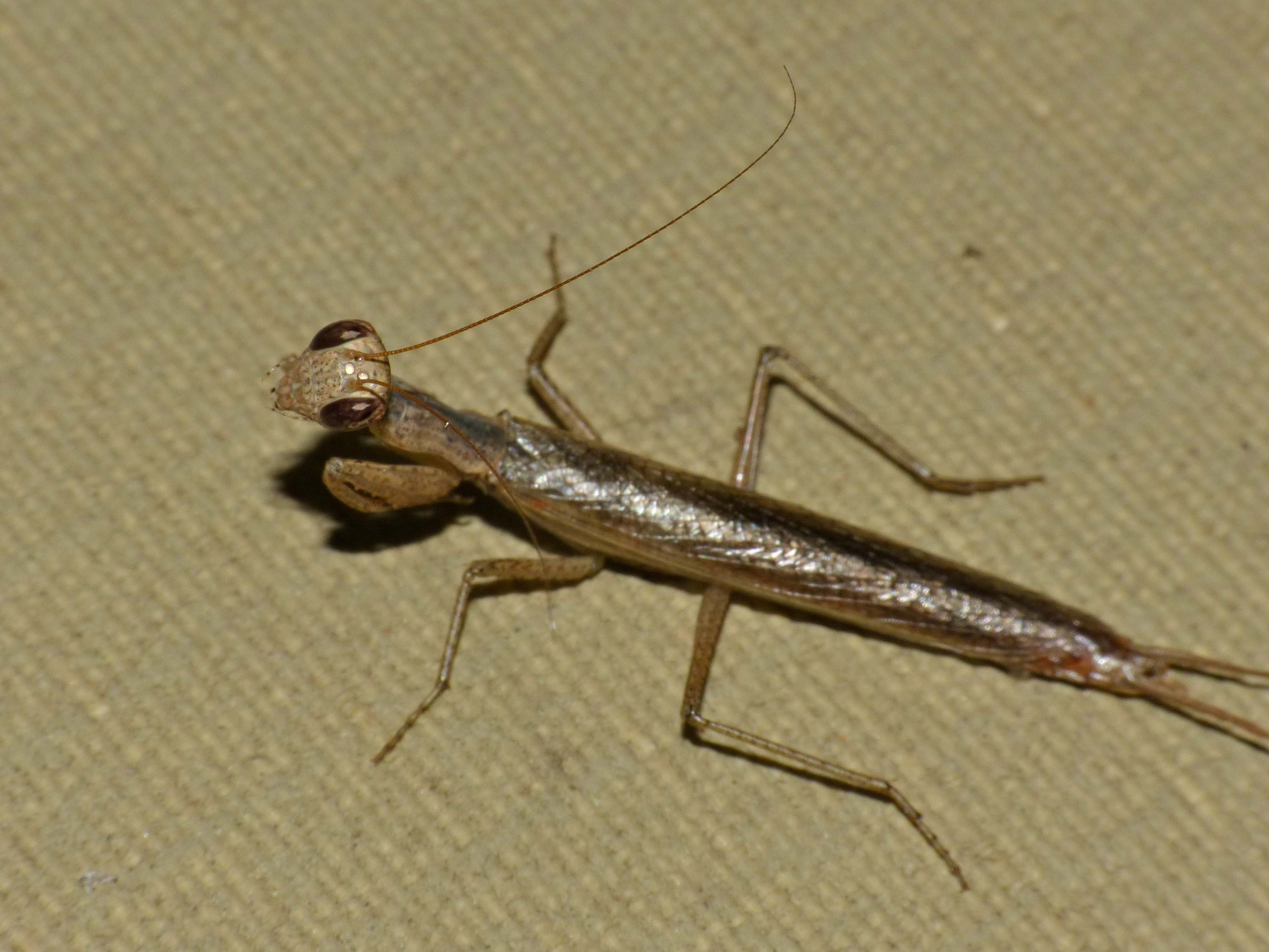
Galespus sp.